# Aichtal
Aichtal est une ville allemande située dans le Bade-Wurtemberg, dans l'arrondissement d'Esslingen.

## Jumelages
- Sümeg (Hongrie) depuis 1990 ;
- Ligny-en-Barrois (France) depuis 1998.

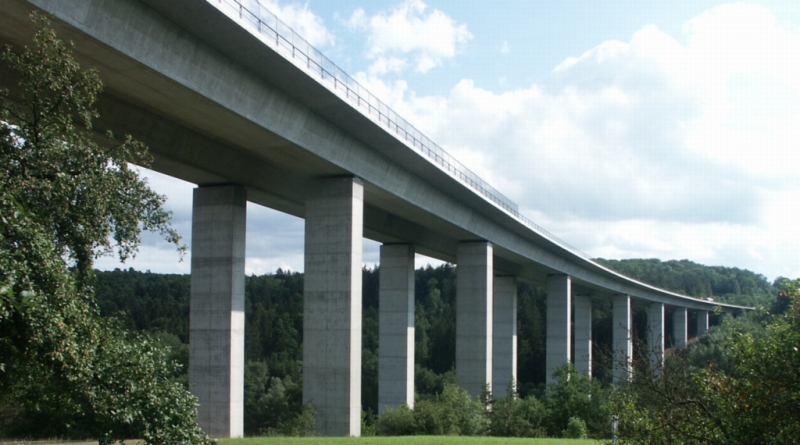
Le pont d'Aichtal.
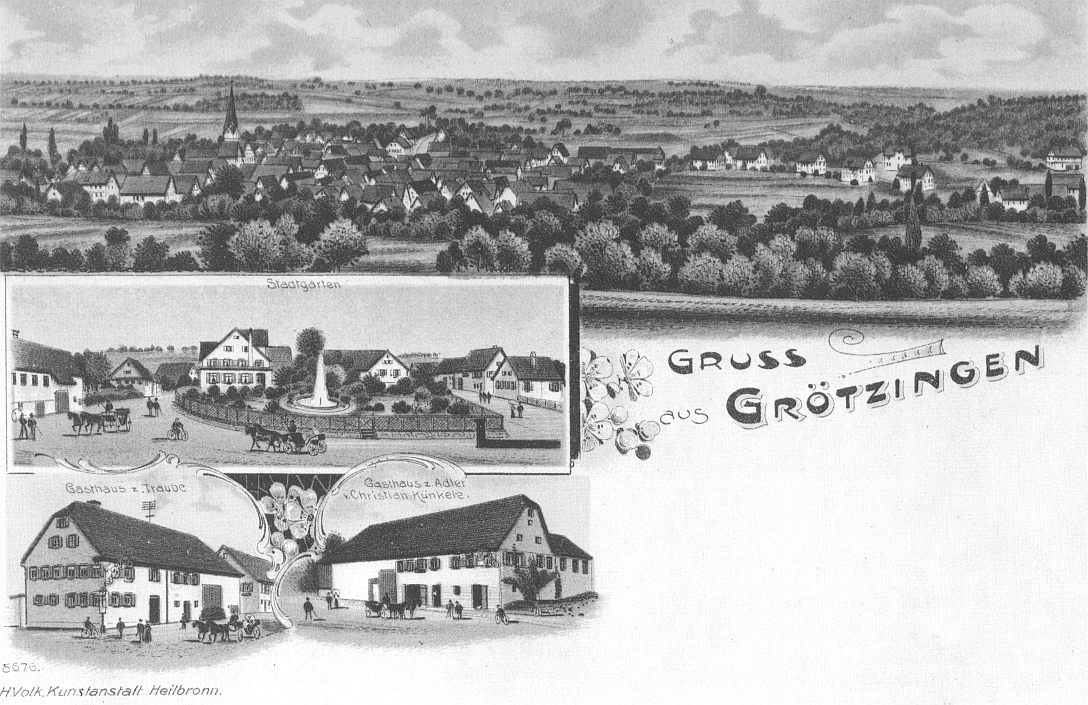
Aichtal en 1885.
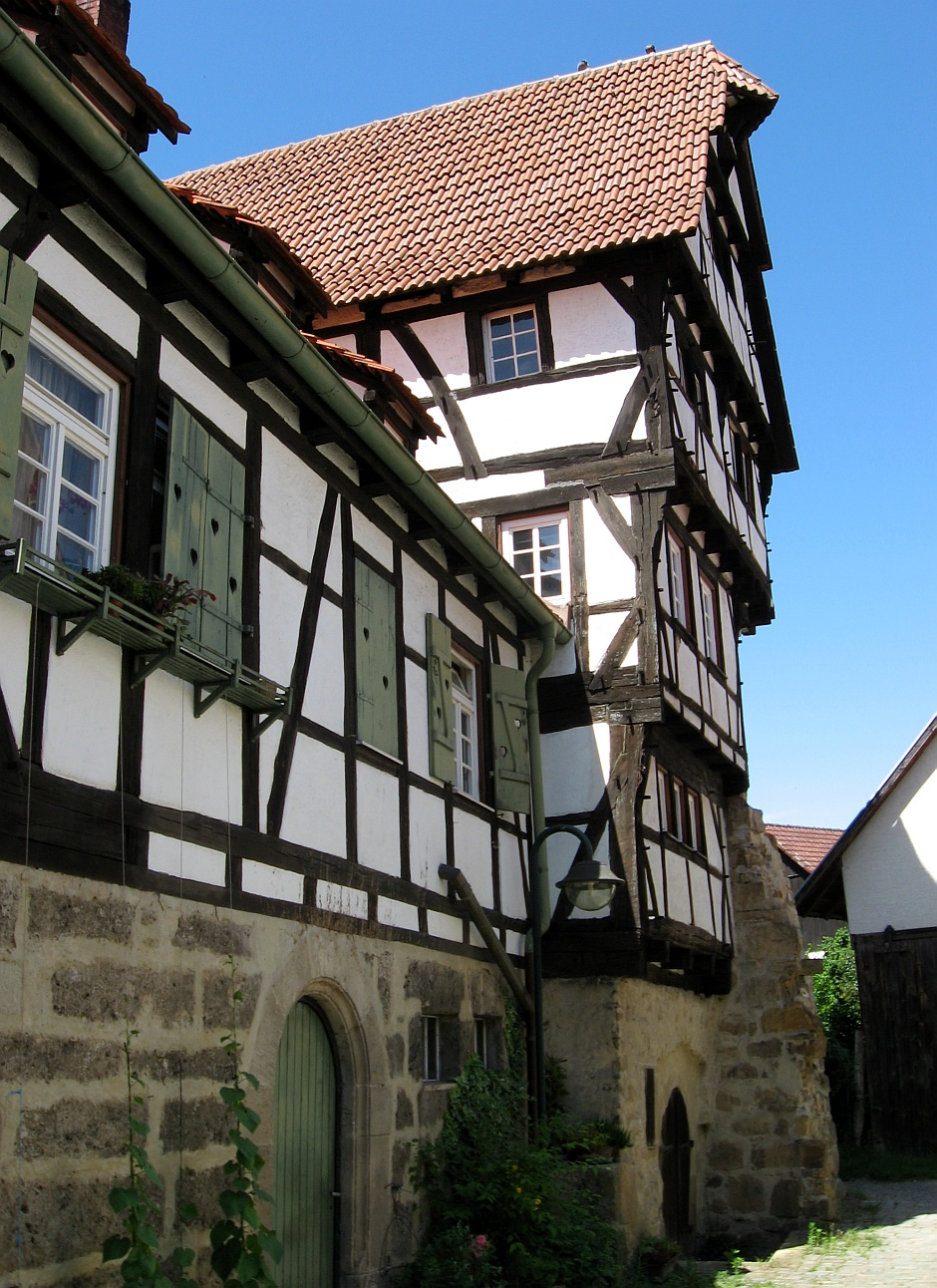
Une ancienne maison à colombages de la ville.